# 兴业路
兴业路是中華人民共和國上海市黃浦區一條東西走向道路，西起重慶南路，東至黃陂南路，全长536米，中華民国3年（1914年），黄陂南路以东路段率先建造，取名望志路（Rue Wantz），名稱來自於上海法租界公董局总工程师。1920年后，在今兴业路80弄南，与该弄隔路相望建有占地面积约1.18亩，总建筑面积1356平方米，有砖木结构二层住宅12幢的旧式石库门里弄，称為树德里，有時又稱為树德南里。1921年時，望志路106號和108號為李漢俊與其兄李書城的住宅。同年7月23日中共一大在此召開。中華民国11年（1922年）黄陂南路以西路段修建。中華民国32年（1943年）更名興業路，名稱來自於广西兴业。太平橋公園建成後兴业路的黃陂南路以東路段成為公園的一部分，所以興業路縮短至黃陂南路。沿路有中国共产党第一次全国代表大会会址。